# Chesil Beach (romanzo)
Chesil Beach (On Chesil Beach) è un romanzo di Ian McEwan pubblicato in Italia nel 2007.

## Trama
Nel luglio 1962, Edward Mayhew, studente laureato in storia, e Florence Ponting, violinista in un quartetto d'archi, trascorrono la luna di miele in un piccolo hotel in riva al mare a Chesil Beach. I due sono molto innamorati nonostante provengano da famiglie e da un contesto sociale drasticamente diversi.
Nel corso di una serata, la coppia riflette sulla propria educazione e sulle prospettive future: Edward è sessualmente motivato e desidera avere un rapporto. Florence, invece, è vincolata dal codice sociale di un'altra epoca ed è terrorizzata dall'intimità sessuale, forse anche a causa di abusi sessuali subiti dal padre in giovane età. Cerca di prepararsi mentalmente all'inevitabile consumazione del rapporto matrimoniale, ma il pensiero continua a impaurirla.
Mentre la coppia sta per fare sesso per la prima volta, l'inesperto Edward eiacula involontariamente sulla pancia e sulle sue cosce di Florence. Rivoltata, la donna corre fuori dall'hotel e sulla spiaggia. Edward segue e la coppia litiga, in quanto Florence chiarisce che non accetterà mai di fare sesso. Edward l'accusa di aver mentito durante i loro voti matrimoniali, ed è ulteriormente arrabbiato quando Florence gli suggerisce di avere rapporti con altre donne per alleviare i suoi desideri sessuali. La coppia si separa e il loro matrimonio viene annullato per mancata consumazione.
Decenni dopo, Edward ripensa alla sua vita successiva: un anno dopo la separazione, rimuginando sul suggerimento di Florence di poter andare a letto con altre donne, si rende conto che non lo trova più offensivo, sebbene non sia disposto a riunirsi con lei. Perdendo interesse a scrivere libri di storia, diventa il gestore di un negozio. Dopo la morte di sua madre, torna nella casa della sua infanzia per prendersi cura del padre malato. Ricorda di aver goduto di buoni rapporti con i suoi amici e la sua famiglia e di aver esplorato altre storie d'amore tra cui un breve matrimonio con un'altra donna, pur riconoscendo di non aver mai amato nessuno tanto quanto amava Florence.
Florence, nel frattempo, ha riscosso un grande successo con il suo quartetto d'archi, anche se Edward non assiste a nessun suo concerto ed evita persino di ricordarla, ignaro che Florence pensa a lui dopo ogni esibizione. Edward sceglie di non cercarla, preferendo conservare i suoi primi ricordi di lei.
Sulla sessantina, Edward ricorda ancora una volta la notte in cui lui e Florence si sono separati, chiedendosi come le cose sarebbero potute andare diversamente. Conclude che lui e Florence avrebbero goduto di un matrimonio amorevole e felice, che Florence sarebbe stata allietata dal suo successo professionale e che, con amore e pazienza, lui avrebbe potuto aiutarla ad aprirsi e godersi il sesso. Riflette sul fatto che la propria vita sarebbe potuta essere diversa semplicemente non facendo nulla: Florence lo aveva amato profondamente anche quando se n'era andato, e non voleva altro che lui la chiamasse in modo che potesse tornare indietro per riconciliarsi. Il romanzo si conclude con Edward che ricorda la vista di Florence che si allontana lungo la spiaggia prima di scomparire dalla sua vista.

## Edizioni
- Ian McEwan, Chesil Beach, traduzione di Susanna Basso, Einaudi, 2007,  p. 136, ISBN 978-88-06-18870-2.